# Monster Island – Kampf der Giganten
Monster Island – Kampf der Giganten (Originaltitel Monster Island) ist ein US-amerikanischer Monsterfilm aus dem Jahr 2019 von Mark Atkins, der außerdem für das Drehbuch, die Kamera und den Filmschnitt verantwortlich war. In den Hauptrollen sind Eric Roberts und Toshi Toda zu sehen.

## Handlung
Aufgrund von Bohrungen im Meer wird ein sagenhaftes Monster aufgescheucht. Das riesige, scheinbar unverwundbare Monster steuert die Küste an. General Horne und Lieutenant Maxwell geben dem dortigen Militär sofort einen Angriffsbefehl, der allerdings scheitert und sie zum Rückzug zwingt.
Der Geologe Billy Ford und seine Kollegen wollen mit Hilfe einer Kryptozoologin das Wesen stoppen. Zu diesem Zwecke wecken sie ein weiteres Monster in der Hoffnung, dass sich die zwei gegenseitig töten.

## Hintergrund
Drehort war Kapstadt in Südafrika. Der The Asylum-Film ist ein Mockbuster zu Godzilla II: King of the Monsters. Die Erstausstrahlung auf Syfy fand am 1. Juni 2019 statt, einen Tag nach dem Godzilla-Film.

## Kritik
„Billiger, lustlos inszenierter und gespielter Horror-Trashfilm, der weitgehend aus öden Rede-Sequenzen in schlecht ausgeleuchteten U-Booten besteht. Nur die seltenen Monsterszenen besitzen trotz schlechter Tricks ein wenig Elan.“

„Unfreiwillig komischer Monster-Trash.“

Cinema bezeichnet den Film außerdem als schlappe Monstermär.